# 圣蒂里安 (厄尔省)
圣蒂里安（法語：Saint-Thurien，法語發音：[sɛ̃ tyʁjɛ̃]）是法国厄尔省的一个旧市镇，属于贝尔奈区。2019年，圣蒂里安与临近的2个市镇合并为新市镇勒佩雷。

## 地理
圣蒂里安（49°24'26"N, 0°33'22"E）面积5.27 平方千米，位于法国诺曼底大区厄尔省，该省份为法国北部内陆省份，北起滨海塞纳省，西接奧恩省和卡爾瓦多斯省，南至厄尔-卢瓦省，东临瓦兹省、瓦兹河谷省和伊夫林省。
圣蒂里安的时区为UTC+01:00、UTC+02:00（夏令时）。

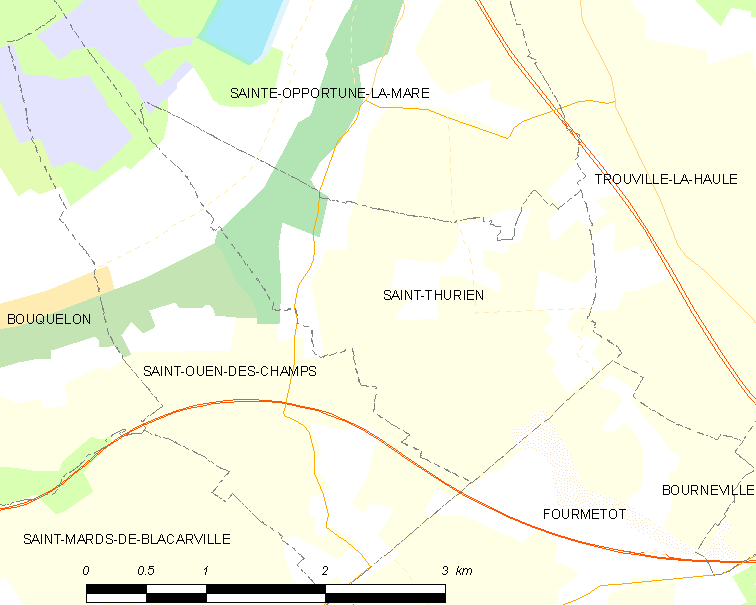
圣蒂里安的OSM定位图

## 行政
圣蒂里安的邮政编码为27680，INSEE市镇编码为27607。

## 政治
圣蒂里安所属的省级选区为阿沙尔堡县。

## 人口

1962-2008年间圣蒂里安人口变化图示

圣蒂里安于2018年1月1日时的人口数量为238人。